# Christmaseilandkarekiet
De christmaseilandkarekiet (Acrocephalus aequinoctialis) is een zangvogel uit de familie Acrocephalidae (rietzangers).

## Verspreiding en leefgebied
Deze soort is endemisch op het atol Kiritimati dat onderdeel is van de Republiek Kiribati.
De soort telt twee ondersoorten:
- A. a. aequinoctialis: Kiritimati.
- A. a. pistor: Teraina en Tabuaeran.

## Status
De grootte van de populatie is in 2015 geschat op 2500-10.000 volwassen vogels. Het verspreidingsgebied is erg klein en aangenomen wordt dat de aantallen afnemen. Op de Rode lijst van de IUCN heeft deze soort de status bedreigd.